# 紫心木
紫心木（Peltogyne），通常被称为紫罗兰木、马齿苋，是豆科的一个属。紫心木原产于中美洲和南美洲的热带雨林；分布区域北至墨西哥格雷罗，南至巴西东南部。
紫心木为中到大型的树木，可生长至30-50米(100-160英尺)高，树干直径可达1.5米(5英尺)。树叶交替生长，分为一对对称的大叶子，长5-10厘米（2-4英寸），宽2-4厘米（1-2英寸）。花很小，有五个白色花瓣，成圆锥花序。果实是一个豆荚，含有一颗种子。木材品质高，但难以加工。

## 分布
该属的物种分布範圍南至巴西东南部，北抵巴拿马、哥斯达黎加和特立尼达都有分布，該屬的大多数物种分布在亚马逊流域。过度采伐已经导致該屬的几个物种在它们曾经生长的地区变得濒临灭绝。

## 木材
这些树木因其心材而受到重视，当被切割时，心材会迅速从浅棕色变成紫色。暴露在紫外线（UV）下会使木材变暗，变成棕色，并带有原来紫色的轻微色调。这种影响可以通过含有紫外线抑制剂的饰面来最小化。干燥的紫心木材非常坚硬且密度大，比重为0.86（860公斤/立方米或54磅/立方英尺）。相应地，紫心木难以加工，非常耐用，防水性能也很出色。

## 用途和危害
紫心木因用于精细的镶嵌工作而受到推崇，特别是在乐器、吉他指板（尽管很少）、木质车削、橱柜、地板和家具上。它还被用于许多业余木工项目，如瓶塞、笔、碗、刀秤和珠宝盒。这种木材在对硬度要求高的应用场景中也很有价值，如卡车装饰板。
加工紫心木的难度很大，它难以察觉的交错纹理使手工刨削、凿开和使用雕刻工具成为一种挑战。然而，木匠们发现，如果使用锋利的工具进行加工，可以使成品变得干净，而且光泽很好。
暴露在切割和打磨紫心木所产生的灰尘中，可能会引起皮肤、眼睛和呼吸道的刺激，并使人感到恶心，这可能是因为木材中存在达尔贝吉翁（新黄酮）化合物。这也使得紫心木在珠宝饰品的制作中不适用于大多数人。紫心木也是一种相当昂贵的木材，因此它通常被用于较小规模的项目。